# Тушкан Георгій Павлович
Георгій Павлович Тушкан (рос. Георгий Павлович Тушкан; 6 лютого (19 лютого) 1906, Полтава — 11 березня 1965, Москва) — український та російський радянський російськомовний письменник та редактор, автор науково-фантастичних, детективних та пригодницьких творів.

## Біографія
Георгій Тушкан народився у 1906 році в Полтаві в родині статського радника, агронома за освітою Павла Федоровича Тушкана, який пізніше обирався членом Української Центральної Ради від Катеринославської губернії, та Юлії Платонівни з роду Бровко, далекої родички Миколи Гоголя. Хресним батьком Георгія Тушкана був Дмитро Яворницький, який часто відвідував родину, та постійно листувався із батьком майбутнього письменника. Згідно з частиною джерел, саме батько Тушкана позував Іллі Рєпіну для створення образу козацького писаря на картині «Запорожці пишуть листа турецькому султану» (за іншими джерелами, Рєпіну позував Дмитро Яворницький). У 1926 році Юрій Тушкан закінчив Уманський політехнікум, а в 1929 році він закінчив факультет агробіології Харківського інституту зернових культур. Після закінчення вишу Георгій Тушкан працював у Українському НДІ економіки та організації сільського господарства. З 1933 року Георгій Тушкан працював у Середній Азії, спочатку в експедиції з обстеження майбутньої траси Турксибу, пізніше кілька років пропрацював начальником високогірної станції на Памірі. Далі Георгій Тушкан тривалий час подорожував по Середній Азії.
З початком німецько-радянської війни Георгій Тушкан йде добровольцем до Червоної армії. У воєнний час Тушкан служив у розвідці, кілька разів був поранений та контужений. До кінця війни він дослужився до посади помічника начальника штабу 52-ї армії. Під час служби займався пошуками секретної німецької зброї «Фау». У повоєнний час Георгій Тушкан багато подорожував по СРСР, відвідав низку інших країн.
У 1951 році Тушкан був членом редколегії альманаху «Охотничьи просторы». У 60-х роках XX століття Георгій Тушкан був головою секції науково-фантастичної та пригодницької літератури Московської письменницької організації.
Георгій Тушкан раптово помер 11 березня 1965 року дорогою до видавництва. Похований письменник на Троєкурівському цвинтарі у Москві.

## Літературна творчість
Літературну творчість Георгій Тушкан розпочав ще у 1935 році. У довоєнний час він друкувався як Юрій Тушкан. Першою виданою книгою Тушкана стала повість «Блакитний берег», присвячена темі високогірного землеробства, написана спільно із Михайлом Лоскутовим. Наступною книгою письменника став його найвідоміший роман «Джура», присвячений боротьбі радянських активістів із басмачами у Середній Азії у 20—30-х роках XX століття. У 1950 році Георгій Тушкан, який був пристрасним мисливцем і рибалкою, написав мисливську повість «Птахи летять на північ», яка стала основою збірки його творів, присвячених мисливству і рибальству. яка вийшла друком у 1961 році.
У повоєнний час Георгій Тушкан написав також два науково-фантастичних романи. Обидва вони написані в дусі «фантастики близького прицілу», та об'єднані спільними героями. У першому із них, «Розвідники зеленої країни», який вийшов друком у 1950 році, розповідається про створення радянськими селекціонерами садів із субтропічних та тропічних рослин на Памірі. У другому, який вийшов друком у 1954 році під назвою «Чорний смерч», розповідається про винахід у тогочасних капіталістичних країнах своєрідної бактеріологічної зброї — ультравіруса, який викликає миттєву загибель усіх рослин, та боротьбу із можливістю його використання так званих «прогресивних сил», тобто прихильників соціалістичного ладу. Обидва фантастичних романи письменника пізніше серйозно критикувались літературознавцями та літературними критиками за значні сюжетні прорахунки, а також і за абсурдність ідей романів, зокрема, про можливість створення на Памірі садів із теплолюбними рослинами.
У 1961 році Георгій Тушкан на основі своїх військових спогадів написав роман «Мисливці за ФАУ», присвяченому пошукам секретної німецької зброї часів другої світової війни «Фау». У 1963 році письменник видав роман «Друзі та вороги Анатолія Русакова», присвяченому боротьбі зі злочинністю. Після смерті письменника, у 1967 році, вийшов ще один його роман «Перший постріл», у якому описуються події початку XX століття в Україні, а також період Громадянської війни в Росії на українських етнічних територіях, і зокрема у Криму, де в той час жив майбутній письменник з родиною.
Більш ніж за двадцять років по смерті письменника в українських періодичних виданнях надруковані два документальні твори письменника українською мовою «Спогади» та «Багатий скарб не золотом».

## Переклади
Роман Георгія Тушкана «Джура» перекладався кількома іноземними мовами, зокрема українською і болгарською.

## Екранізації творів
Роман Георгія Тушкана «Джура» двічі екранізований — у 1964 році під назвою «Джура», у розробці сценарію якого брав участь сам письменник, та в 1985 році під назвою «Джура — мисливець з Мін-Архара».

## Особисте життя
Георгій Тушкан був одруженим, проте у подружжя не було дітей.

### Романи
- 1940 — Джура
- 1950 — Разведчики зелёной страны
- 1954 — Черный смерч
- 1961 — Охотники за ФАУ
- 1963 — Друзья и враги Анатолия Русакова
- 1967 — Первый выстрел

### Повісті
- 1936 — Голубой берег [Повесть об Алайской долине] (у співавторстві з Михайлом Лоскутовим)
- 1950 — Птицы летят на север

### Оповідання
- 1949 — Мужество
- 1951 — С ружьем на Крыше Мира
- 1953 — У самого Черного моря
- 1956 — Бешеная собака
- 1961 — Жестокая шутка
- 1961 — Три ширмы
- 1961 — Черная рёлка

### Докуметальні твори
- 1988 — Спогади
- 1995 — Багатий скарб не золотом